# Heinz Werner (Fußballspieler, 1935)
Heinz Werner (* 27. Dezember 1935 in Uenglingen) ist ein ehemaliger deutscher Fußballspieler und -trainer.

## Sportliche Laufbahn
Als aktiver Fußballspieler durchlief der Allroundspieler Werner ab 1950 die Jugendmannschaften der BSG Lokomotive Stendal, für deren 1. Männermannschaft er bis 1960 in der Oberliga und der DDR-Liga, den beiden höchsten Spielklassen des DDR-Fußballs, auflief. Zwischen 1955 und 1959 absolvierte er für Lok Stendal 51 Oberligaspiele. Im Anschluss spielte Werner bis 1966 bei der überwiegend in der drittklassigen Bezirksliga beheimateten BSG Motor Schwerin.

## Trainerlaufbahn
Der Übergang in den Trainerberuf gelang dem ehemaligen Erstligaspieler nahtlos, als der Motor Schwerin zur Saison 1966/67 übernahm. 1968/69 wurde Werner, der eine Ausbildung zum Diplomsportlehrer abgeschlossen hatte, Assistenztrainer von Horst Saß beim DDR-Liga-Aufsteiger BSG KKW Greifswald, wo er nach dem Weggang von Saß zum Oberligisten Hansa Rostock im Folgejahr Cheftrainer wurde. Nach nur einer Saison als Greifswalder Trainer folgte Werner seinem Vorgänger Saß zur Saison 1970/71 ebenfalls zum FC Hansa und wurde erneut dessen Assistenztrainer. 1973/74 übernahm Werner dann das Cheftraineramt des Oberligisten, mit dem er zunächst den siebten Rang der Abschlusstabelle belegte. Als Hansa aber in der Folgesaison Saison 1974/75 gegen den Abstieg in die zweitklassige DDR-Liga spielte, wurde Werner bei der Heimniederlage gegen Carl Zeiss Jena am 8. März 1975 noch während des Spiels durch den damals betrunkenen Parteifunktionär Harry Tisch aus seinem Amt entlassen und zwei Tage später durch Helmut Hergesell ersetzt.
Zum Januar der Saison 1975/76 wurde Werner Trainer des Zweitligisten 1. FC Union Berlin, den er in der gleichen Saison zurück in die Oberliga führte. Drei Spielzeiten mit Abschlussplatzierungen in der unteren Tabellenhälfte bis 1978/79 konnte sich Union unter Werner in der höchsten ostdeutschen Spielklasse halten, bis 1979/80 der erneute Abstieg in die DDR-Liga folgte. Trotz des abermaligen Aufstiegs der Berliner in der Saison 1981/82 wurde Werner im Juli 1982 durch Harry Nippert ersetzt, der bereits zu seinen Nachfolgern als Trainer in Rostock gezählt hatte.
Werner wurde daraufhin Trainer des Zweitligisten BSG Stahl Brandenburg, mit dem ihm auf Anhieb der Aufstieg in die Oberliga gelang. In dieser platzierte er Stahl in der Saison 1984/85 auf dem elften Rang der Abschlusstabelle, bevor er 1985 zum Oberliga-Konkurrenten FC Karl-Marx-Stadt wechselte. Anfang 1989 wurde Werner zusammen mit Frank Engel vom DDR-Fußballverband zum gleichrangigen Assistenten von Manfred Zapf, einige sprachen von einem Triumvirat, bei der DDR-A-Nationalmannschaft ernannt. Er, der seit 1988 als Cheftrainer im ostdeutschen Verband insbesondere für die Nachwuchsmannschaften verantwortlich zeichnete, hatte diese Aufgabe zunächst abgewehrt, gab aber schließlich nach Androhung von Sanktionen nach. Das Engagement beim DFV dauerte bis zum 19. Juni 1989, nachdem für die Nationalelf die Qualifikation für die WM-Endrunde in Italien unter dem Trainertrio Zapf, Engel und Werner in weite Ferne gerückt war und die Verantwortlichen durch die Installation von Eduard Geyer als neuem Auswahlchef Konsequenzen zogen.
Nach der deutschen Wiedervereinigung war Werner unter anderem als Sportdirektor des 1. FC Union Berlin sowie für den Bund Deutscher Fußball-Lehrer tätig. Außerdem arbeitete er in der Saison 1993/94 als Amateur- und Jugendkoordinator beim MSV Duisburg, dessen zweite Mannschaft er überdies trainierte. 1995 wechselte er nach China, wo er die Vereine FC Matsunichi und Elektronic Guangzon betreute. 1997/98 hatte Werner für wenige Monate das Traineramt des in der 2. Bundesliga antretenden FSV Zwickau inne. Einige Jahre war Werner Beisitzer beim Bundesgericht des Deutschen Fußball-Bundes.